# Ampelocissus
Ampelocissus, biljni rod iz porodice lozovki smješten u tribus Viteae, dio potporodice Vitoideae. Postoji devedesetak (92) vrsta u tropskoj i suptropskoj Africi, Aziji, Australiji, te u Meksiku i Srednjoj Americi

## Vrste
1. Ampelocissus abyssinica (Hochst. ex A.Rich.) Planch.
2. Ampelocissus acapulcensis (Kunth) Planch.
3. Ampelocissus acetosa (F.Muell.) Planch.
4. Ampelocissus aculeata (Span.) Planch.
5. Ampelocissus africana (Lour.) Merr.
6. Ampelocissus amentacea Ridl.
7. Ampelocissus angolensis (Baker) Planch.
8. Ampelocissus arachnoidea (Hassk.) Planch.
9. Ampelocissus araneosa (Dalzell) Gamble
10. Ampelocissus artemisiifolia Planch.
11. Ampelocissus ascendiflora Latiff
12. Ampelocissus asekii J.Wen, Kiapranis & Lovave
13. Ampelocissus banaensis Gagnep.
14. Ampelocissus barbata (Wall.) Planch.
15. Ampelocissus birii P.Singh & B.V.Shetty
16. Ampelocissus bombycina (Baker) Planch.
17. Ampelocissus borneensis Merr.
18. Ampelocissus botryostachys Planch.
19. Ampelocissus butoensis C.L.Li
20. Ampelocissus capillaris (Ridl.) Merr.
21. Ampelocissus cardiospermoides Planch.
22. Ampelocissus celebica Suess.
23. Ampelocissus changensis Craib
24. Ampelocissus cinnamomea (Wall.) Planch.
25. Ampelocissus complanata Latiff
26. Ampelocissus concinna (Baker) Planch.
27. Ampelocissus debilis Ridl.
28. Ampelocissus dekindtiana Gilg
29. Ampelocissus dichrothrix (Miq.) Suess.
30. Ampelocissus dissecta (Baker) Planch.
31. Ampelocissus divaricata (Wall. ex M.A.Lawson) Planch.
32. Ampelocissus dolichobotrys Quisumb. & Merr.
33. Ampelocissus edulis (De Wild.) Gilg & M.Brandt
34. Ampelocissus elegans Gagnep.
35. Ampelocissus elephantina Planch.
36. Ampelocissus erdvendbergiana Planch.
37. Ampelocissus filipes Planch.
38. Ampelocissus floccosa (Ridl.) Galet
39. Ampelocissus frutescens Jackes
40. Ampelocissus gardineri (F.M.Bailey) Jackes
41. Ampelocissus gracilipes Stapf
42. Ampelocissus gracilis (Wall.) Planch.
43. Ampelocissus harmandii Planch.
44. Ampelocissus helferi (M.A.Lawson) Planch.
45. Ampelocissus hoabinhensis C.L.Li
46. Ampelocissus humulifolia Gagnep.
47. Ampelocissus imperialis (Miq.) Planch.
48. Ampelocissus indica (L.) Planch.
49. Ampelocissus iomalla Gilg & M.Brandt
50. Ampelocissus javalensis (Seem.) W.D.Stevens & A.Pool
51. Ampelocissus korthalsii Planch.
52. Ampelocissus latifolia (Roxb.) Planch.
53. Ampelocissus leonensis (Hook.f.) Planch.
54. Ampelocissus leptotricha Diels
55. Ampelocissus lowii (Hook.f.) Planch.
56. Ampelocissus macrocirrha Gilg & M.Brandt
57. Ampelocissus madulidii Latiff
58. Ampelocissus martini Planch.
59. Ampelocissus mesoamericana Lombardi
60. Ampelocissus mottleyi (Hook.f.) Planch.
61. Ampelocissus muelleriana Planch.
62. Ampelocissus multifoliola Merr.
63. Ampelocissus multiloba Gilg & M.Brandt
64. Ampelocissus multistriata (Baker) Planch.
65. Ampelocissus nitida (M.A.Lawson) Planch.
66. Ampelocissus obtusata (Welw. ex Baker) Planch.
67. Ampelocissus ochracea (Teijsm. & Binn.) Merr.
68. Ampelocissus pauciflora Merr.
69. Ampelocissus pedicellata Merr.
70. Ampelocissus phoenicantha Alston
71. Ampelocissus poggei Gilg & M.Brandt
72. Ampelocissus polystachya (Wall. ex M.A.Lawson) Planch.
73. Ampelocissus polythyrsa (Miq.) Gagnep.
74. Ampelocissus pterisanthella (Ridl.) Merr.
75. Ampelocissus racemifera (Jack) Planch.
76. Ampelocissus robinsonii Planch.
77. Ampelocissus rubiginosa Lauterb.
78. Ampelocissus rubriflora Gagnep.
79. Ampelocissus rugosa (Wall.) Planch.
80. Ampelocissus sapinii (De Wild.) Gilg & M.Brandt
81. Ampelocissus sarcocephala (Schweinf. ex Oliv.) Planch.
82. Ampelocissus schimperiana (Hochst. ex A.Rich.) Planch.
83. Ampelocissus sikkimensis (M.A.Lawson) Planch.
84. Ampelocissus spicifer (Griff.) Planch.
85. Ampelocissus tenuis Merr.
86. Ampelocissus thyrsiflora (Blume) Planch.
87. Ampelocissus tomentosa (Roth) Planch.
88. Ampelocissus trichoclada Quisumb. & Merr.
89. Ampelocissus verschuerenii De Wild.
90. Ampelocissus wightiana B.V.Shetty & Par.Singh
91. Ampelocissus winkleri Lauterb.
92. Ampelocissus xizangensis C.L.Li

## Sinonimi
- Botria Lour.
- Nothocissus (Miq.) Latiff
- Pareira Lour. ex Gomes Mach.